# Changan Eado
Changan Eado (逸动) — компактний автомобіль, який виробляється китайським автовиробником Changan. 

## Перше покоління (2012-2018）
Перше покоління Changan Eado почало продаватися з 2012 року. Автомобіль був розроблений італійським дизайнерським центром Changan в Турині та дебютував як концепт-кар C201 на Пекінському автосалоні 2010, серійний автомобіль був показаний на Міжнародному автосалоні 2011 у Франкфурті-на-Майні. Постачання седана почалося 27 березня 2012 року.  Більш пізній кросовер Changan CS35 також базується на Eado.

Трансмісія оснащена 1,6-літровим бензиновим двигуном потужністю 83 кВт (113 к.с.). Крім 5-ступінчастої механічної коробки передач доступна також 4-ступінчаста автоматична коробка передач. 

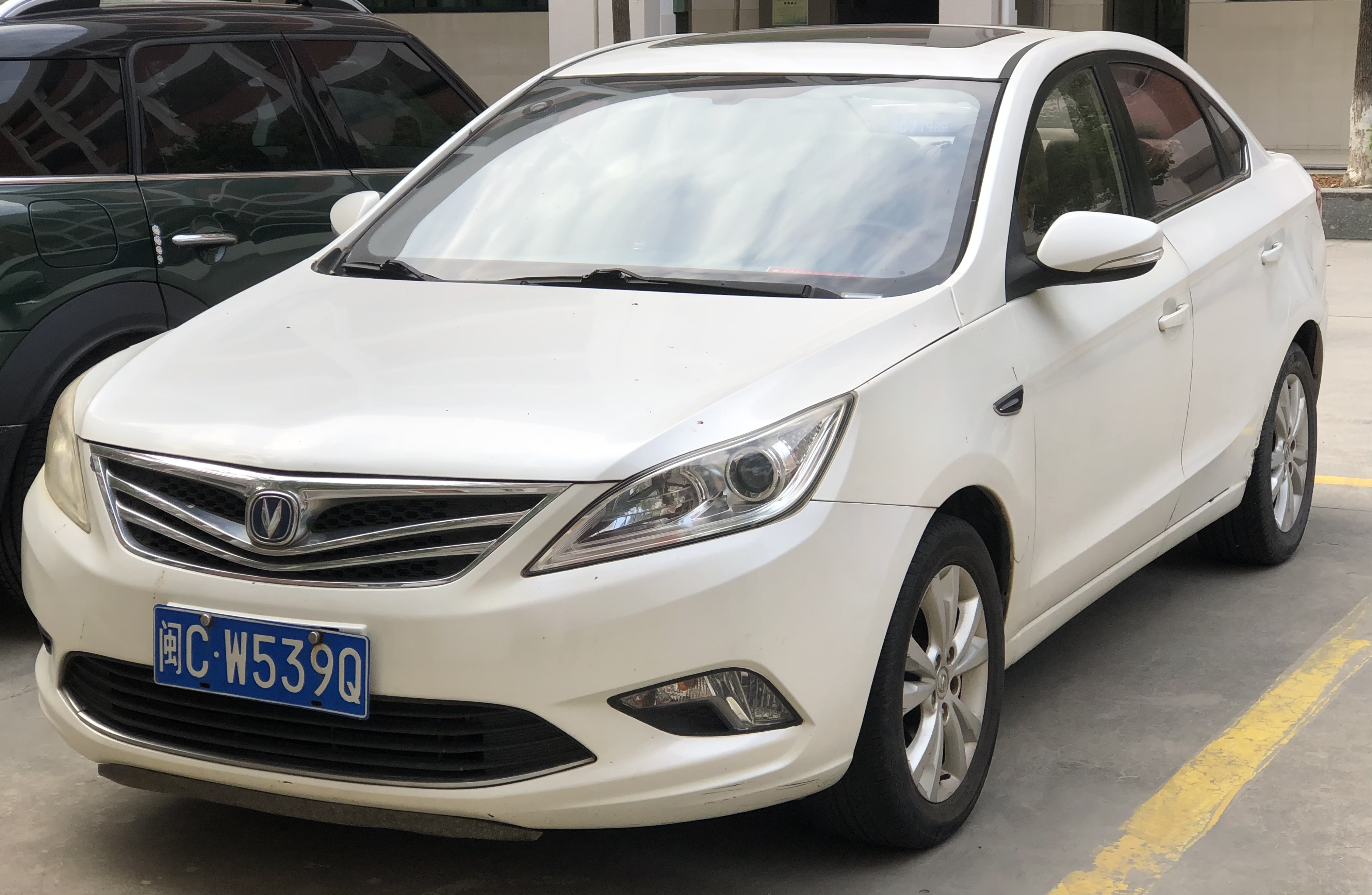
Вид спереду
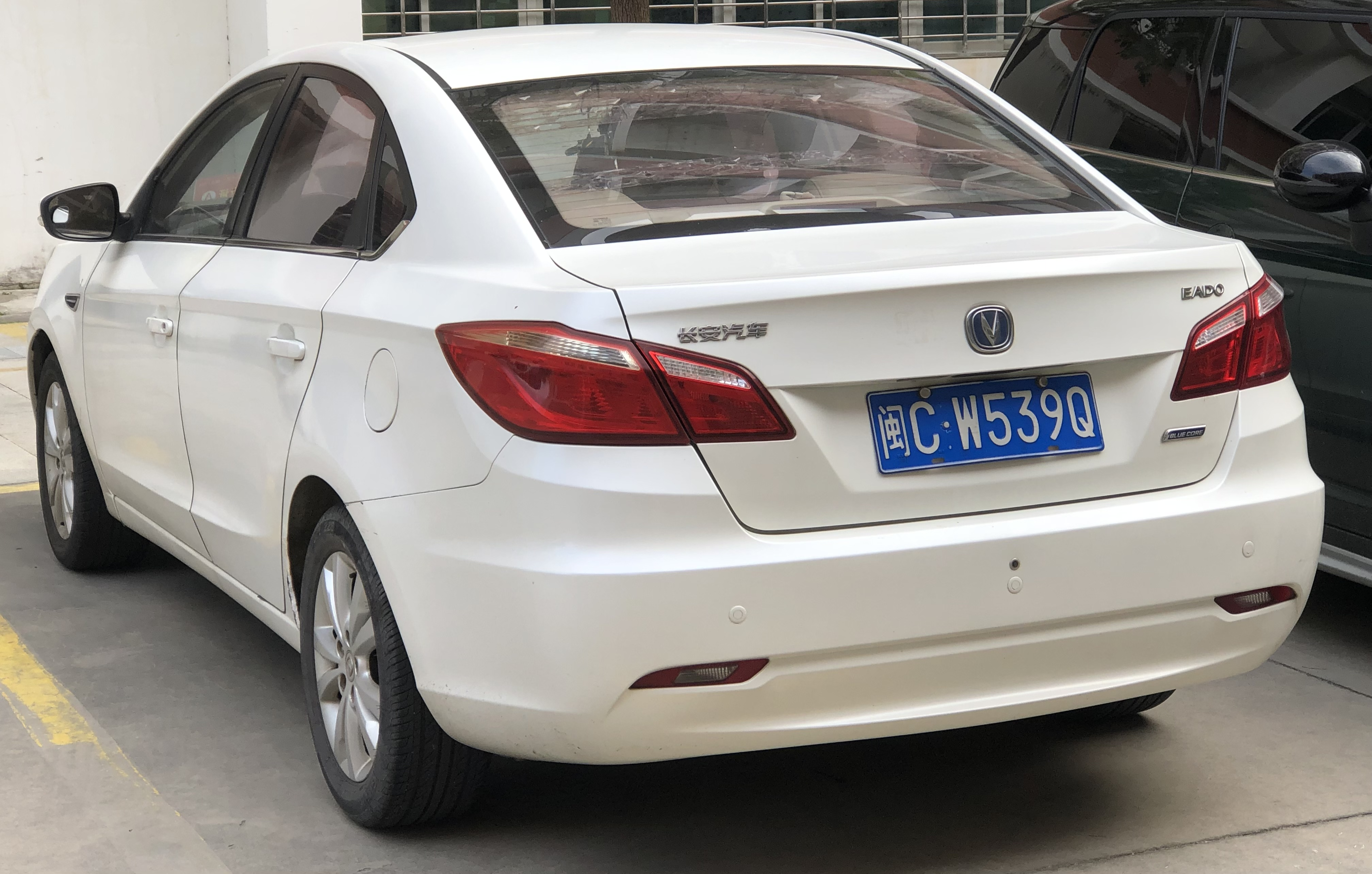
Вид ззаду

### Eado XT/Eado XT RS
На автосалоні в Шанхаї 2013 був представлений Eado XT у варіанті хетчбек. Пізніше на ринку була випущена продуктивна версія з турбонаддувом під назвою Eado XT RS. 

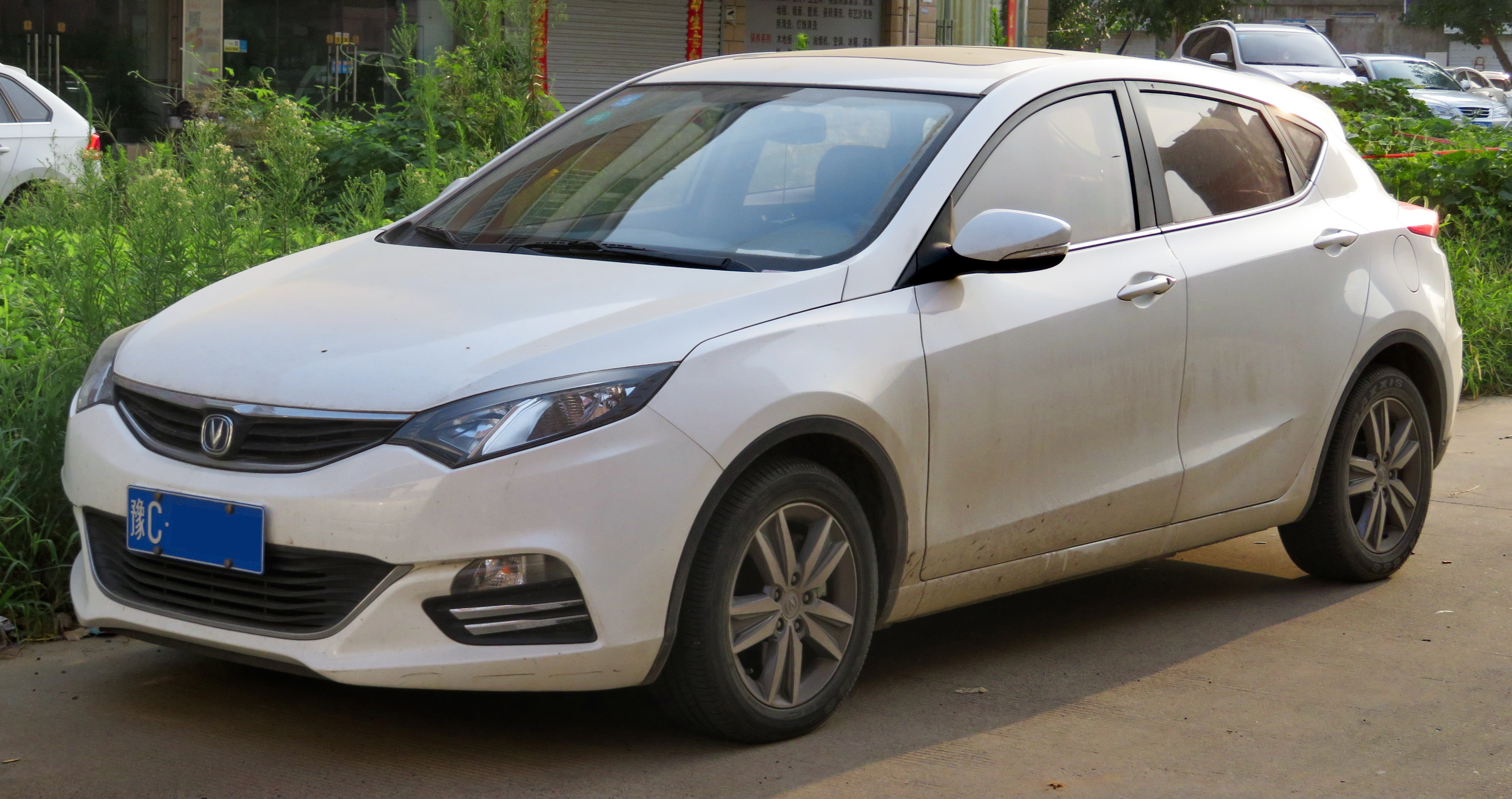
Вид спереду
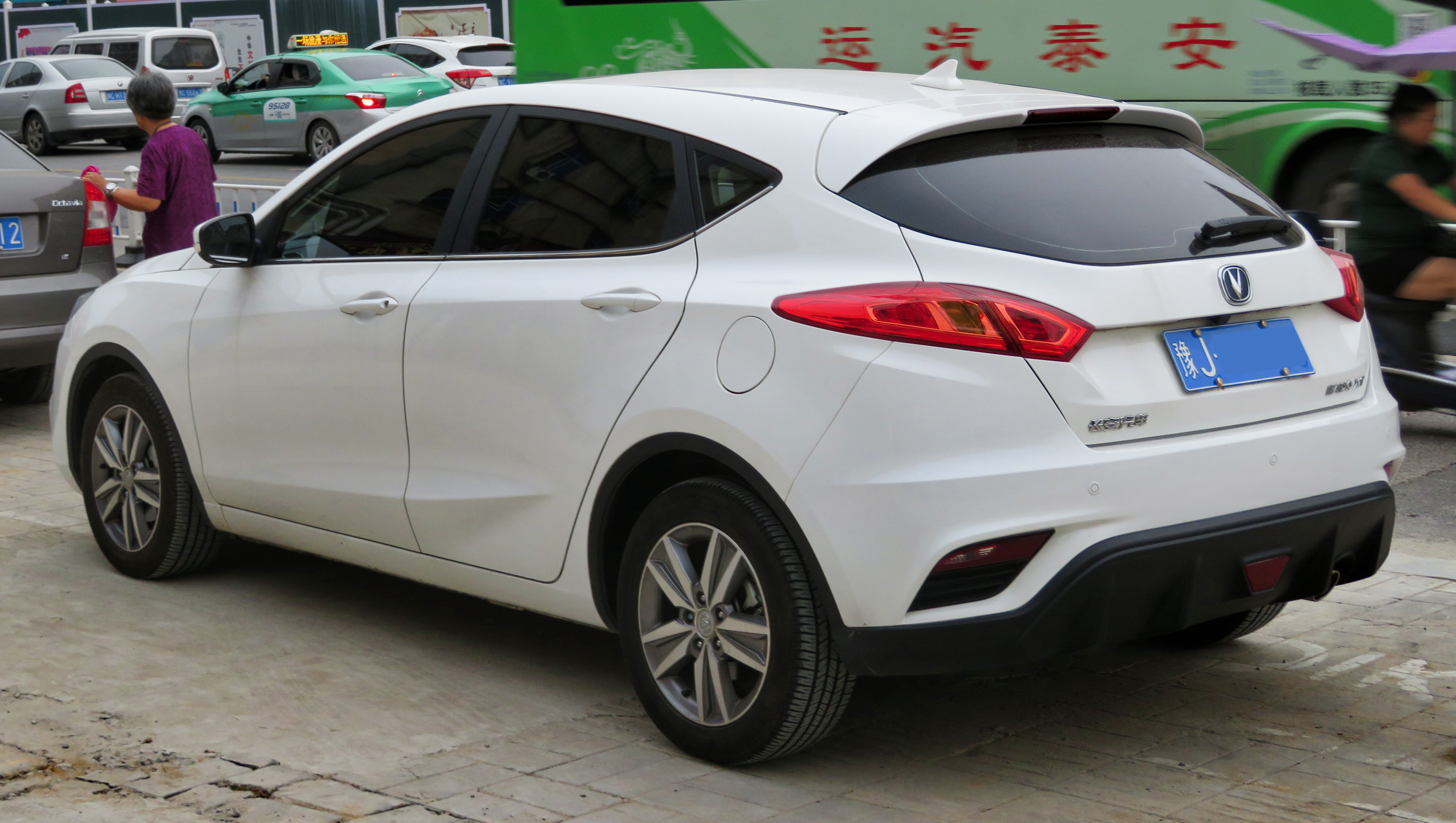
Вид ззаду

### Eado Blue
Eado Blue — це гібридна версія Eado. В основі силового агрегату лежав бензиновий 1,5-літровий чотирициліндровий двигун потужністю 112 к.с.

### Eado EV300
Changan Eado EV — це повністю електрична версія седана Changan Eado з літій-іонним акумулятором ємністю 26 кВт/год. Споряджена маса 1610 кг. Запас ходу 160 кілометрів, максимальна швидкість 140 км/год. Changan Eado EV дебютував на Пекінському автосалоні в квітні 2014 року з пофарбованою в синій колір решіткою радіатора, щоб відрізнятися від звичайного Eado. Потужність надходить від електродвигуна потужністю 120 к.с., який поєднується з трансмісією CVT.  

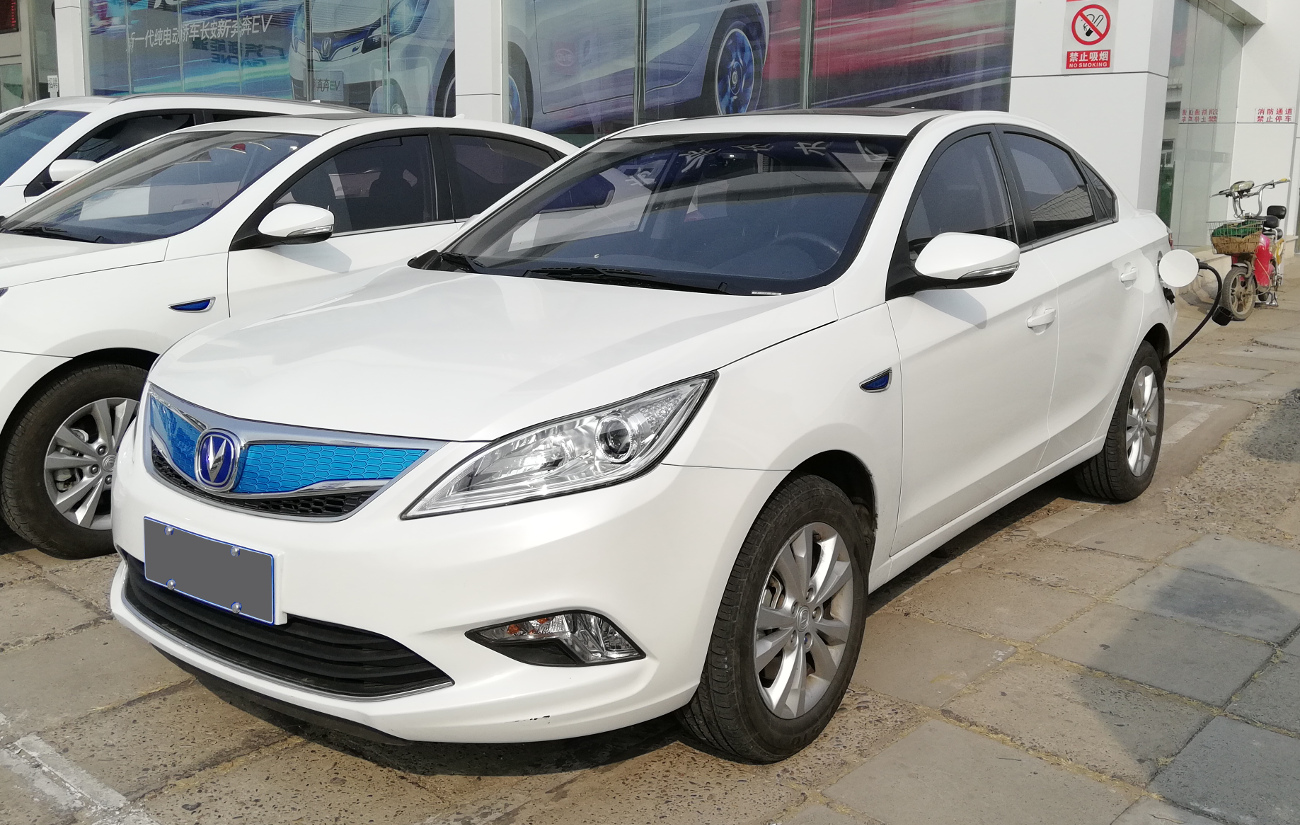

### Eado EV460
У 2018 році EV460 надійшов у продаж за ціною 203 400 юанів без урахування субсидій. Він запропонував покращений запас ходу в порівнянні з EV300 на 550 км і можливість швидкої зарядки.  Партія зі 100 EV460 із модифікацією для заміни батареї надійшла в експлуатацію як таксі в Чунціні в 2021 році. Заміну батареї можна завершити протягом 20 секунд. 

## Друге покоління (2018-дотепер)
Деталі другого покоління седана Changan Eado та другого покоління Changan Eado XT були опубліковані в січні 2018 року. Ціна Eado XT II коливається від 72 000 юанів до приблизно 97 000 юанів. Доступні двигуни 1,6 л потужністю 125 к.с. з п’ятиступінчастою механічною або шестиступінчастою автоматичною коробкою передач і турбо 1,5 л потужністю 170 к.с. із 7-ступінчастою коробкою передач з подвійним зчепленням. 

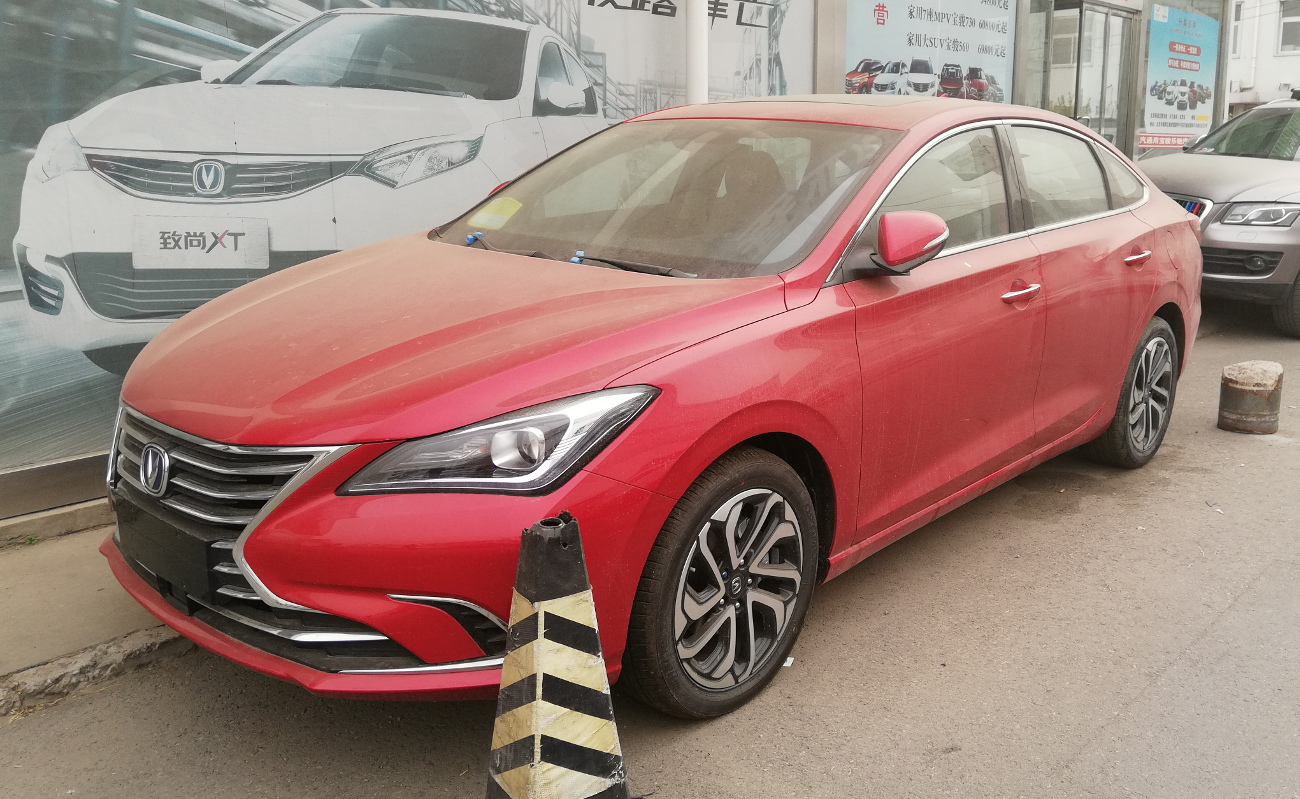
Eado
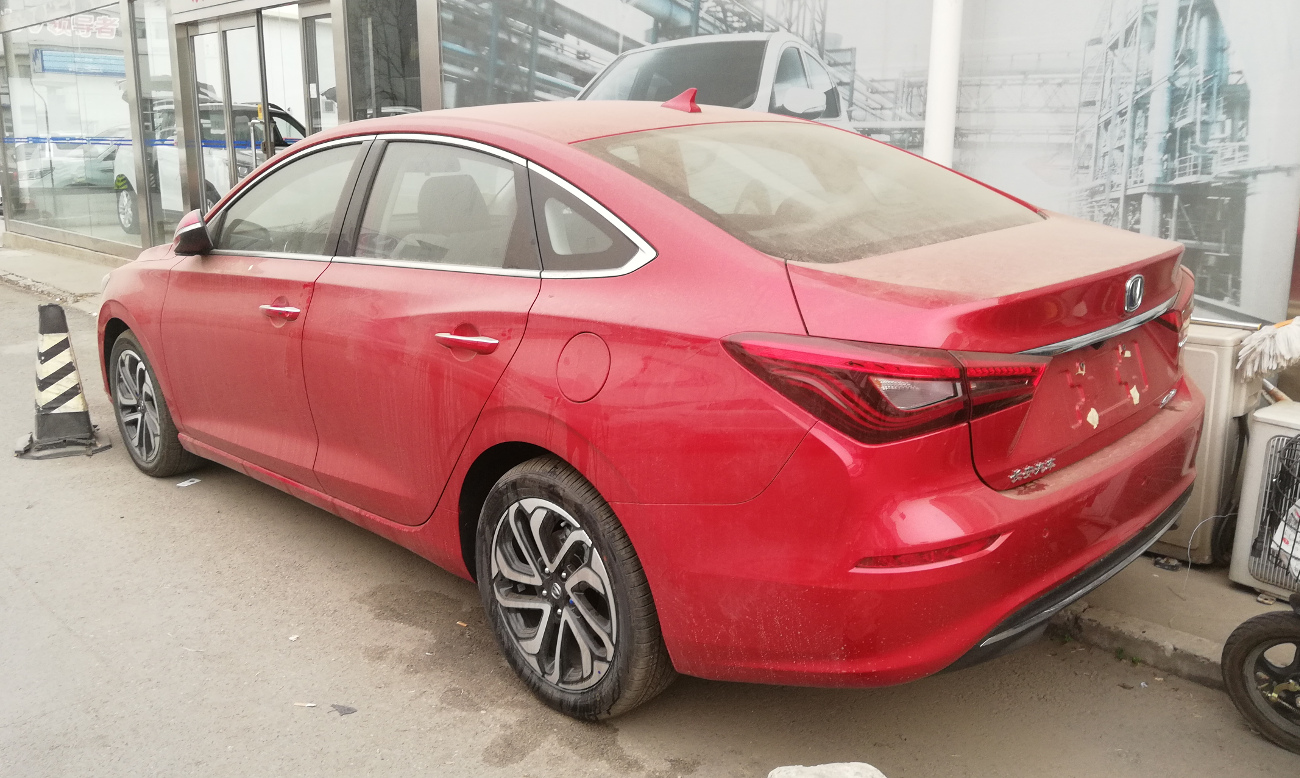
Вид ззаду
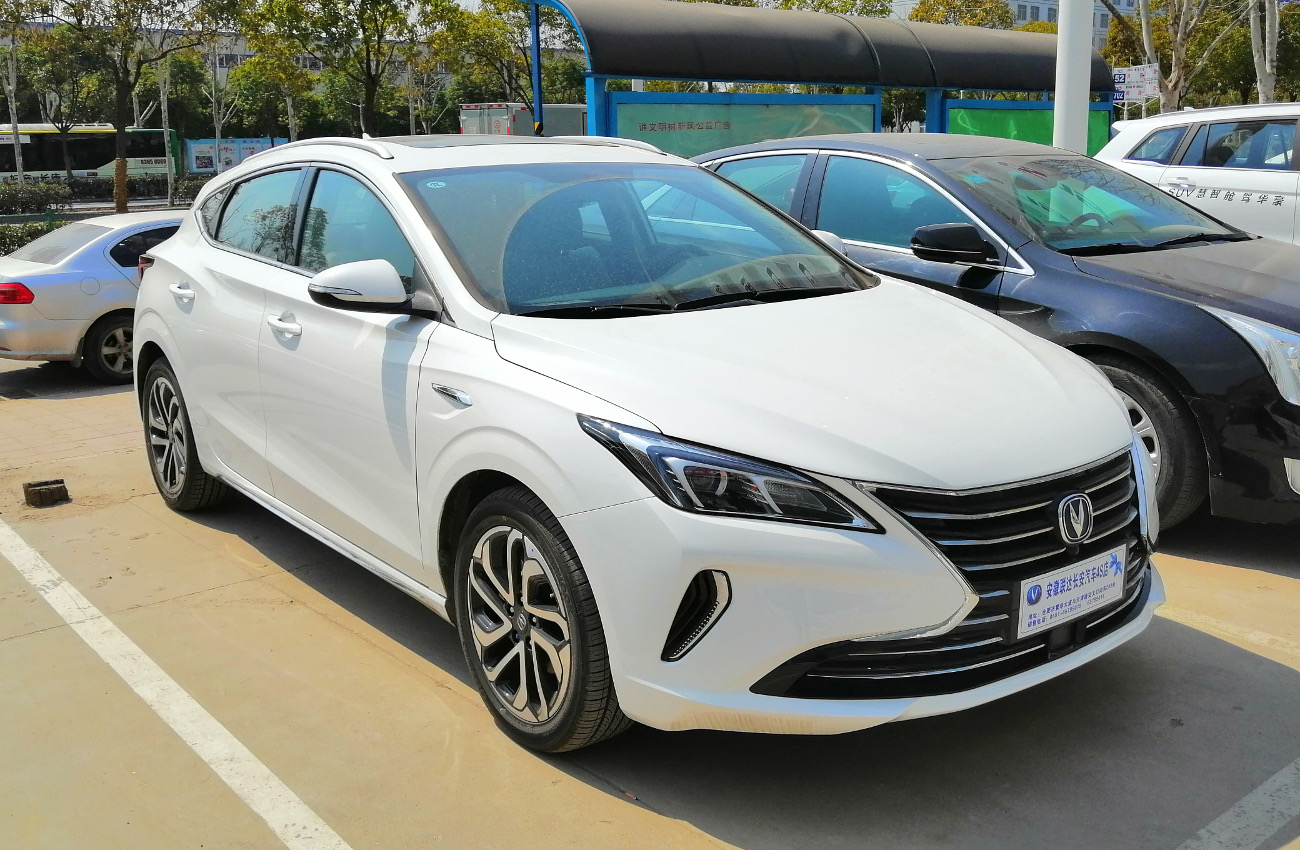
Eado XT
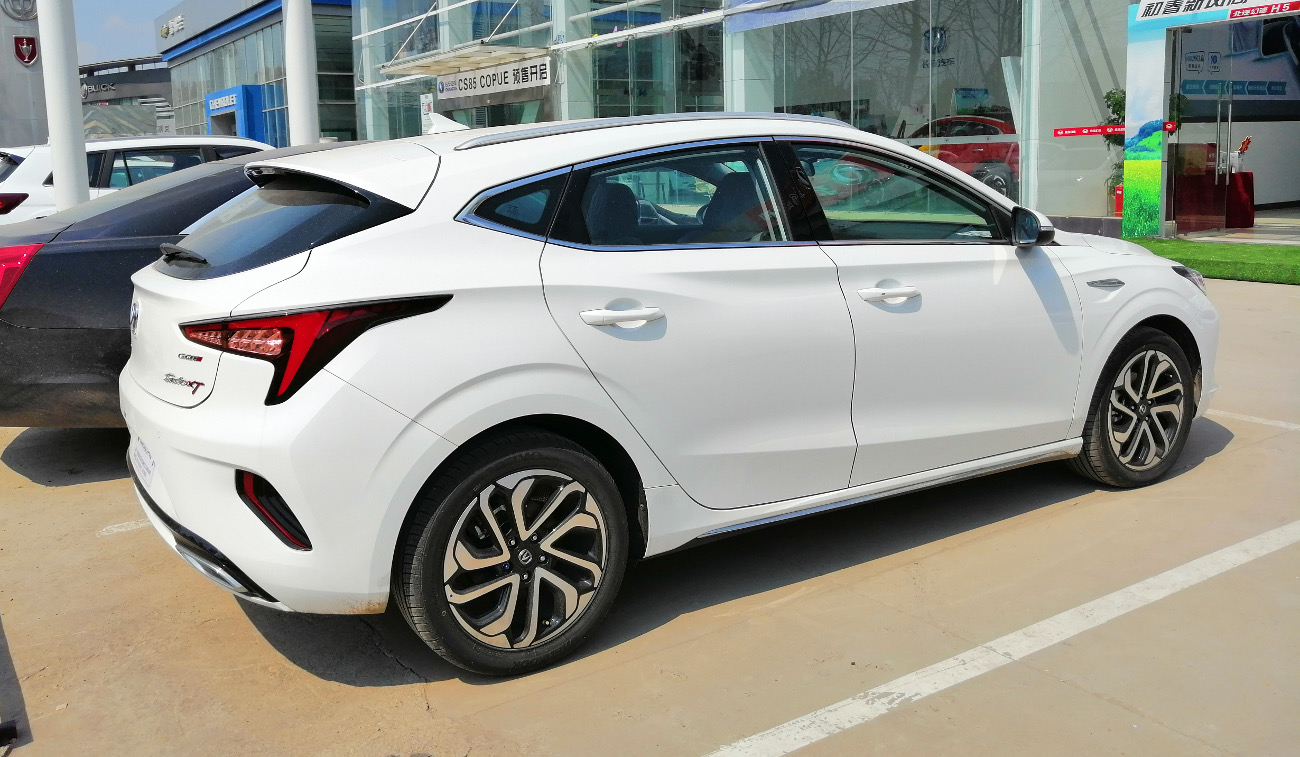
Вид ззаду

### Eado EV
Changan Eado EV або Eado EV300 — це електричний варіант седана Eado другого покоління. Changan Eado EV приводиться в дію електродвигуном потужністю 100 кВт і здатний проїхати 405 км із повним акумулятором. Ціни на Changan Eado EV в Китаї коливаються від 129 900 юанів до 139 900 юанів ($18 320 - $19 730).  

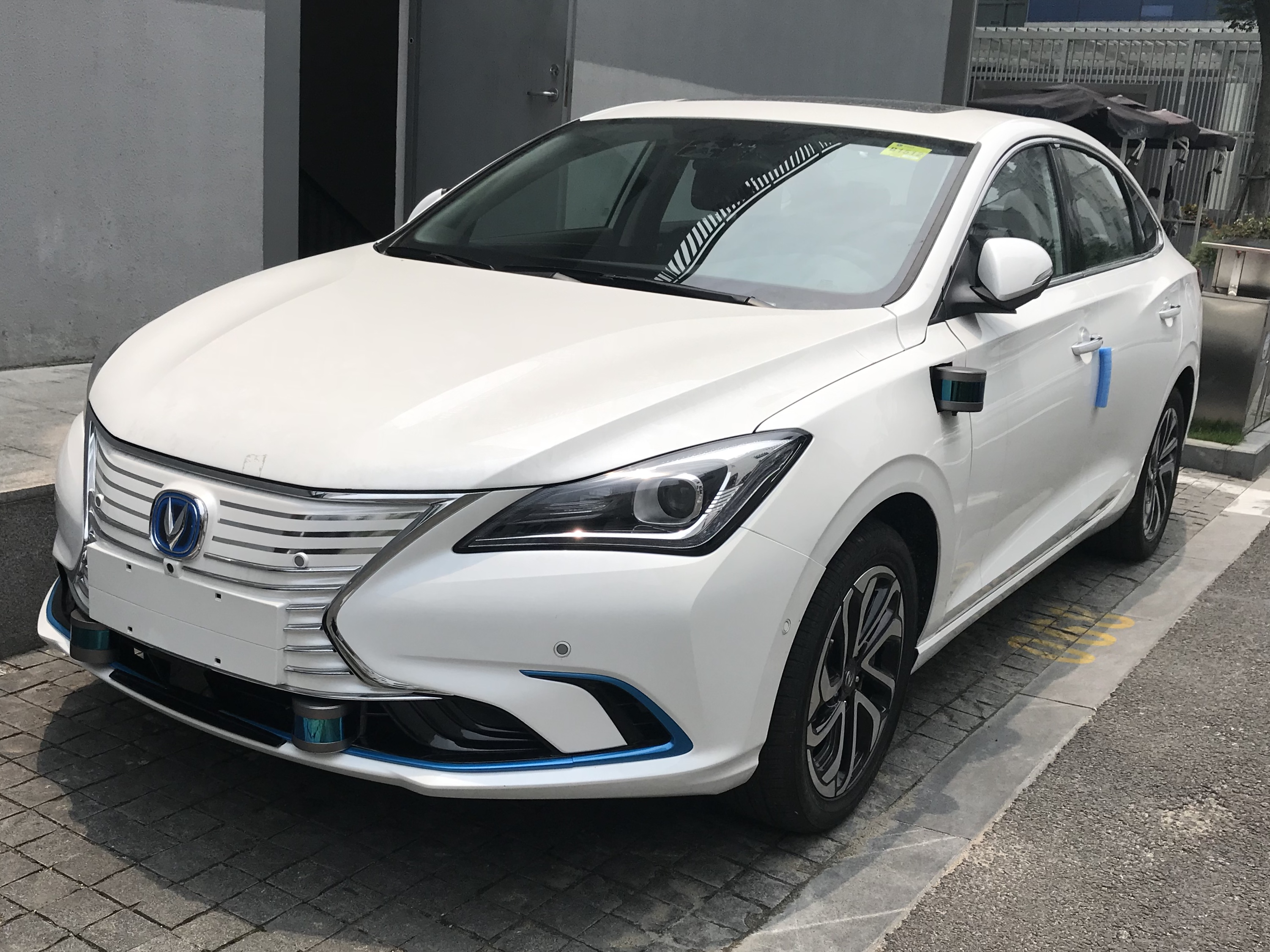
Вид спереду
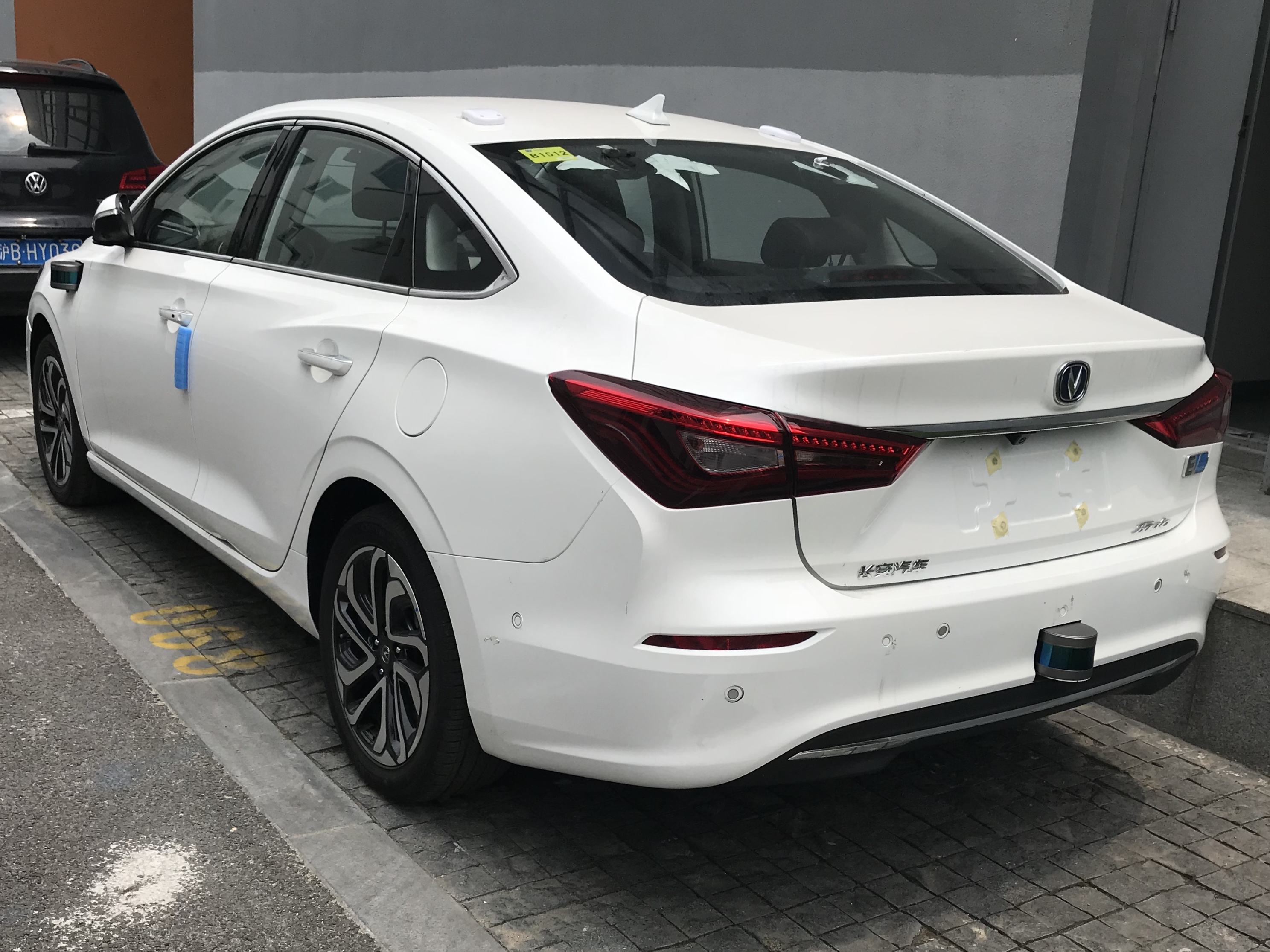
Вид ззаду
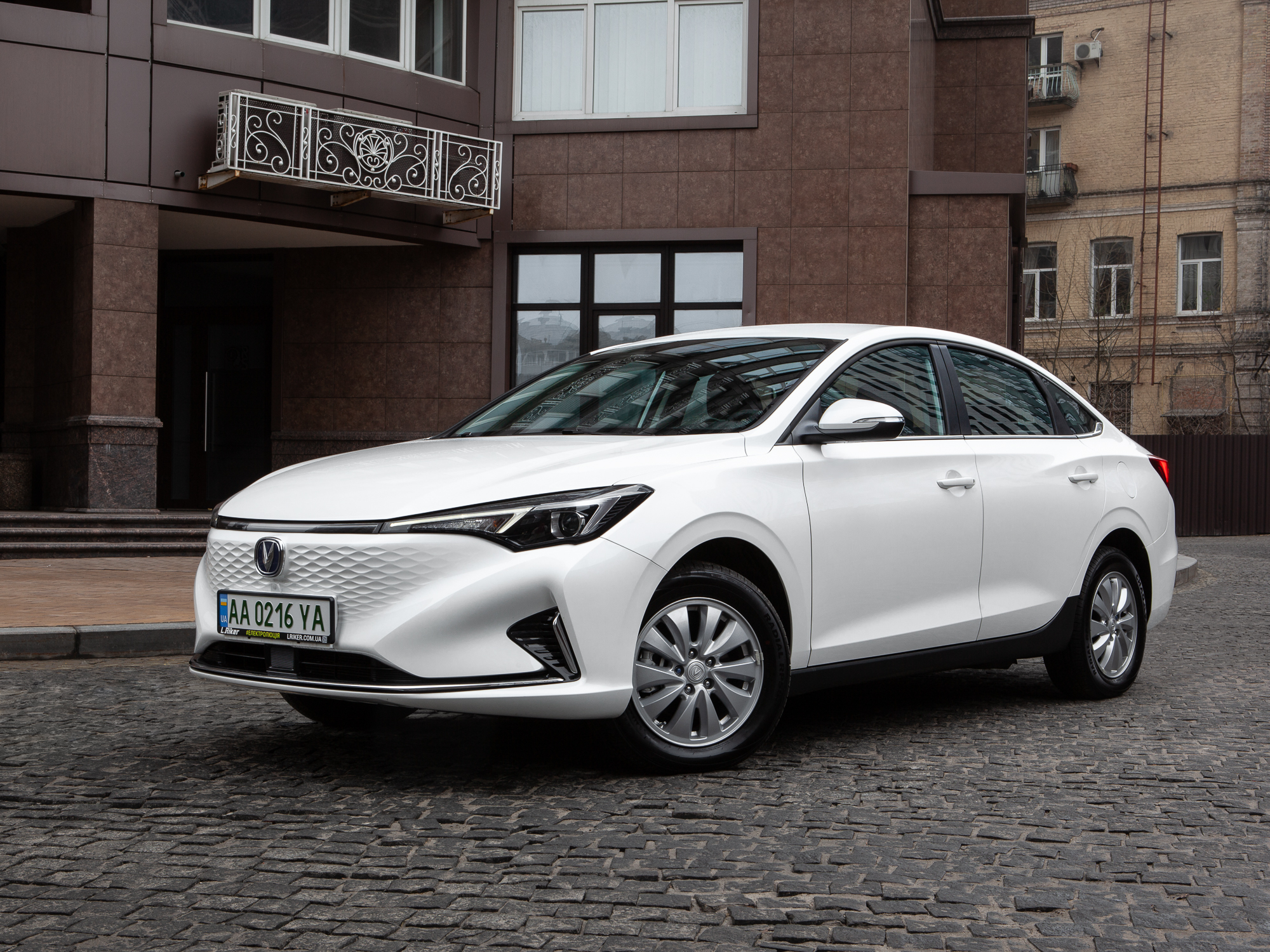
Вид спереду (рестайлінг)
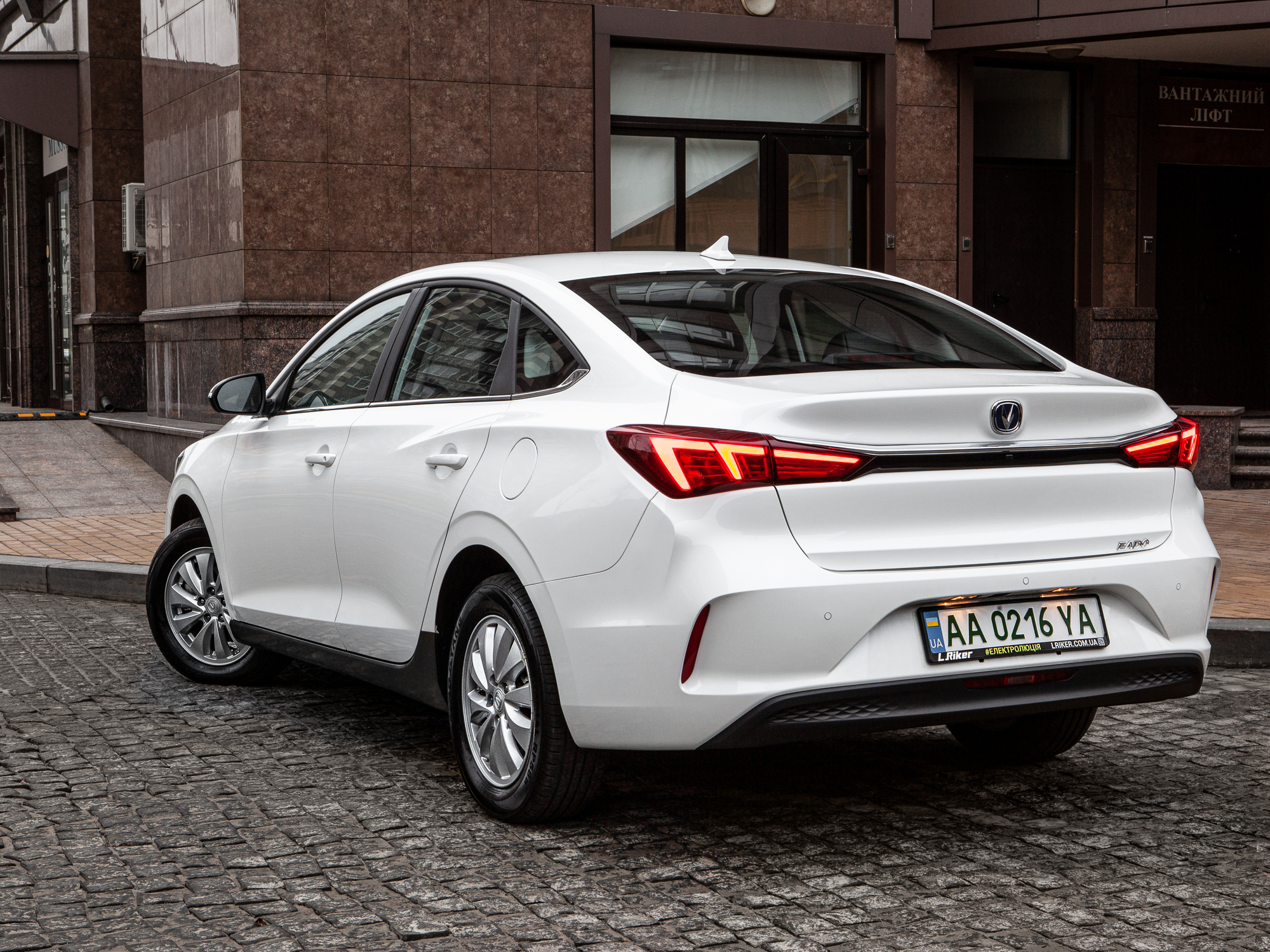
Вид ззаду (рестайлінг)

### Changan Eado Plus
Станом на грудень 2019 року компанія Changan офіційно представила в Китаї оновлений седан Eado 2020 року під назвою Eado Plus. Eado Plus пропонує покупцям 2 виразні варіанти зовнішнього вигляду, серед яких стандартний і спортивний. Розміри Eado Plus становлять 4730 мм у довжину, 1820 мм у ширину та 1505 мм у висоту з колісною базою 2700 мм. Варіанти двигунів включають 1,6-літровий атмосферний двигун потужністю 127 к.с. і 1,4-літровий двигун з турбонаддувом потужністю 157 к.с., які поєднуються з трансмісіями, включаючи 5-ступінчасту механічну коробку передач, 6-ступінчасту механічну коробку передач і 7-ступінчасту коробку передач з подвійним зчепленням. Новий Changan Eado Plus 2020 року надійшов у продаж у Китаї в березні 2020 року. 

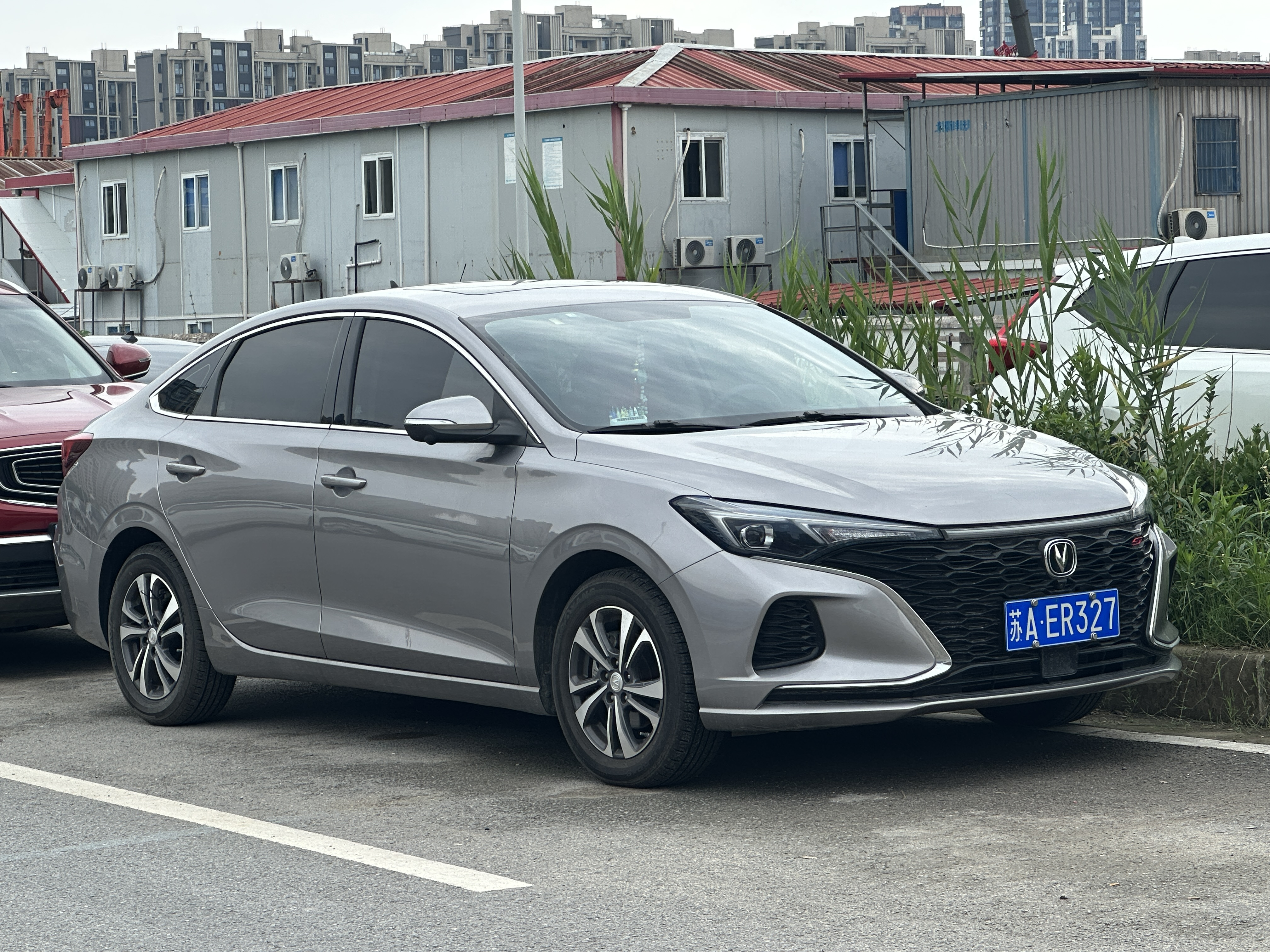
Вид спереду
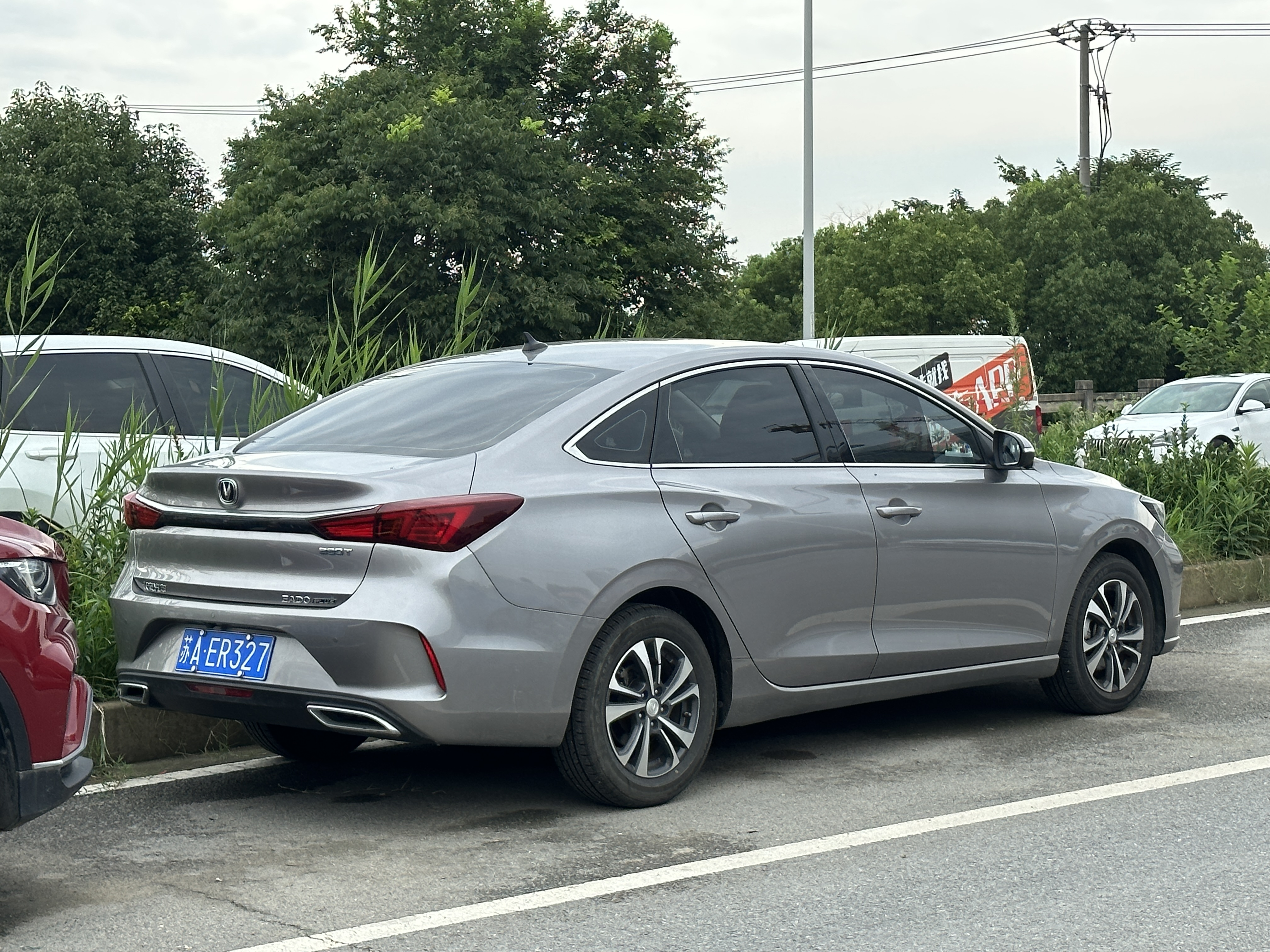
Вид ззаду

## Третє покоління (2024-дотепер)
У березні 2024 року Changan анонсувала третє покоління Eado, яке є перейменованим Changan Lamore.